# Haliplus dalmatinus
Haliplus dalmatinus is een keversoort uit de familie watertreders (Haliplidae). De wetenschappelijke naam van de soort is voor het eerst geldig gepubliceerd in 1900 door G.Müller.